# Pablo Luna (cantante)
Pablo Luna Mansilla (Lima, 28 de febrero de 1946), conocido simplemente como Pablo Luna, es un músico peruano, exvocalista del grupo Los York's.

## Biografía
Nació en el La Victoria el 27 de febrero de 1946 en Hospital Obrero. Hijo de Pablo Luna, natural de Cerro de Pasco, y Delfina Mansilla, de Nazca.
Estudió en el Colegio Miguel Grau de Ancón donde en la banda escolar tocó la trompeta y la tarola. Ya en secundaria Pablo Luna tuvo su banda la cual se llamaba Press en donde él era el vocalista.
Para 1962 y con 16 años de edad formó parte de Los Yorks despidiendose así del grupo los Press.
Al finaliza Los York's y después de unos años de empresario en Lima decide viajar a Madrid, España donde radica actualmente.

### Carrera con Los York's
Cuando Pablo Luna andaba en la escuela ya estaba cantando con su grupo los Press, cuando de repente Los Yorks lo habían escuchado cantar y planearon cambiar a su vocalista actual por Luna ya que, según ellos, cantaba mejor.
Cuando Luna formó parte de la agrupación musical al empezó un rechazo por actitud en el escenario debido a que sus movimientos eran extraños y con pasar de las tocadas lo soportaron y se influenciaron viendo que enloquecía al público. 
Pablo Luna fue, en ocasiones, retirado y otras desaparecía cuando era hora de los conciertos, pero siempre la agrupación cedía a admitirlo de nuevo.

## Discografía
Con Los York's

### Sencillos
- "Abrázame"  (MAG 1965)
- "Vete al Infierno" (MAG 1965)

### Álbumes de estudio
- Los York's 67 (MAG 1967)
- Los York's 68 (MAG 1968)
- Los York's 69 (MAG 1969)
- Ritmo y sentimiento (El Virrey 1969)

### Recopilatorio
- 14 grandes éxitos (independiente 1998)
- El viaje 1966-1974 (Munster Records 2008)

Con Los Ecos

### Sencillo
- Fantasía (Sello Caracol 1977)